# World Series of Poker 1976
Die World Series of Poker 1976 war die siebte Austragung der Poker-Weltmeisterschaft und fand vom 3. bis 15. Mai 1976 im Binion’s Horseshoe in Las Vegas statt.

## Turniere

### Turnierplan

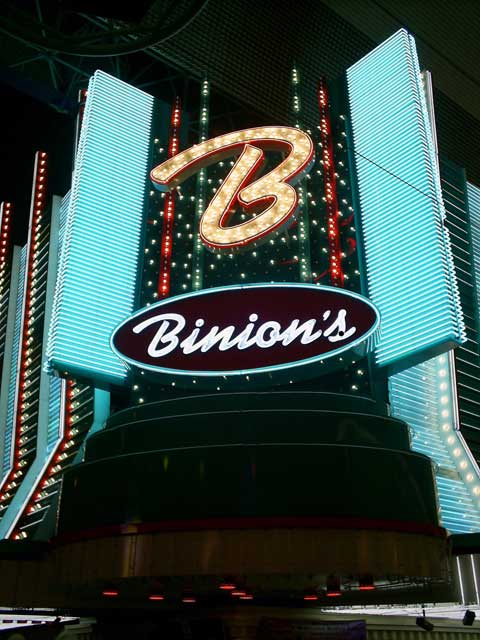
Das Binion’s Horseshoe in Las Vegas

Im Falle eines mehrfachen Braceletgewinners gibt die Zahl hinter dem Spielernamen an, das wievielte Bracelet in diesem Turnier gewonnen wurde.
| # | Buy-in (in $) | Turnier                                          | Turnierbeginn | Teilnehmer | Sieger            | Herkunft           | Preisgeld (in $) |
| - | ------------- | ------------------------------------------------ | ------------- | ---------- | ----------------- | ------------------ | ---------------- |
| 1 | 01.000        | No-Limit Hold’em                                 | 3. Mai 1976   | 56         | Howard Andrew     | Vereinigte Staaten | 028.000          |
| 2 | 02.500        | No Limit Hold’em Non-Pro                         | 4. Mai 1976   | 25         | Howard Andrew (2) | Vereinigte Staaten | 024.000          |
| 3 | 05.000        | No-Limit 2-7 Draw Lowball                        | 5. Mai 1976   | 26         | Doyle Brunson     | Vereinigte Staaten | 090.250          |
| 4 | 01.000        | Limit A-5 Draw Lowball                           | 6. Mai 1976   | 80         | Perry Green       | Vereinigte Staaten | 068.300          |
| 5 | 01.000        | Limit Seven Card Stud Hi-Lo                      | 7. Mai 1976   | 17         | Doc Greene        | Vereinigte Staaten | 012.750          |
| 6 | 00.500        | Limit Seven Card Stud                            | 8. Mai 1976   | 52         | Johnny Moss (6)   | Vereinigte Staaten | 013.000          |
| 7 | 05.000        | Limit Seven Card Stud                            | 9. Mai 1976   | 11         | Walter Smiley     | Vereinigte Staaten | 035.000          |
| 8 | 10.000        | No-Limit Hold’em Main Event – World Championship | 10. Mai 1976  | 22         | Doyle Brunson (2) | Vereinigte Staaten | 220.000          |

### Main Event

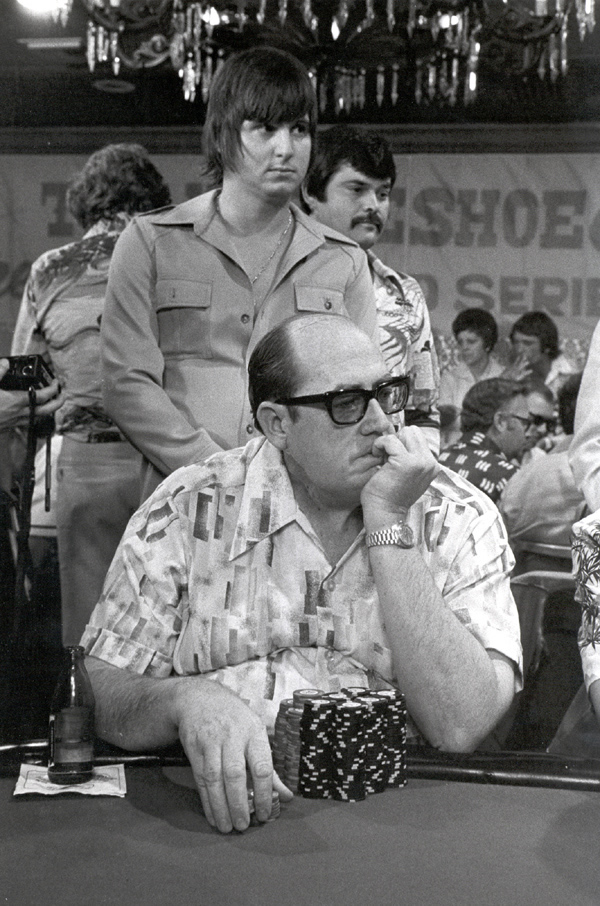
Doyle Brunson (1976)

Das Hauptturnier wurde vom 10. bis 15. Mai 1976 gespielt. 22 Teilnehmer zahlten den Buy-in von 10.000 US-Dollar. In der finalen Hand gewann Brunson mit 10♠ 2♠ gegen Alto mit A♠ J♦.
| Platz | Herkunft           | Spieler            | Preisgeld (in $) |
| ----- | ------------------ | ------------------ | ---------------- |
| 1     | Vereinigte Staaten | Doyle Brunson      | 220.000          |
| 2     | Vereinigte Staaten | Jesse Alto         | –                |
| 3     | Vereinigte Staaten | Tommy Hufnagle     | –                |
| 4     | Vereinigte Staaten | Crandell Addington | –                |